# Den svenska kyrkohandboken 1986
Den svenska kyrkohandboken (från 1986) är del I av en kyrkohandbok för Svenska kyrkan, använd till och med 19 maj 2018. Den innehåller gudstjänstordningar för "allmänna gudstjänster" (såsom söndagsgudstjänster) och kyrkliga handlingar (det vill säga dop, konfirmation, bikt, vigsel och begravning) och infördes 1986, framtagen av en kommitté som började arbeta 1968.
Handboken reviderades senare så att den i högre grad överensstämmer med Bibel 2000, Den svenska evangelieboken från 2003 och möjligheten att ingå samkönade äktenskap, vilket kommer till uttryck i reviderad utgåva av 1986 års kyrkohandbok, som formellt heter "Den svenska kyrkohandboken [del] I". Denna del I (som innehåller de "vanliga" gudstjänsterna) ersätts 20 maj 2018 av "Kyrkohandbok för Svenska kyrkan del I", vilken har rönt mycken inomkyrklig kritik.
Den svenska kyrkohandboken del II infördes 1987 och innehåller gudstjänstordningar för ämbetsvigningar (präst, diakon och biskop), kyrko- och begravningsplatsinvigning och för mottagande av biskopar, kyrkoherdar och andra kyrkliga medarbetare samt gudstjänstordningar för sändning av människor i Svenska kyrkans tjänst. Även denna del II har reviderats för att i större utsträckning överensstämma med Bibel 2000. Denna del II gäller alltjämt.

## Gudstjänstmusik
Gudstjänstmusiken är uppdelad på fyra serier: Julserien, Fasteserien, Påskserien och Allmänna serien.

### Herre, förbarma dig (Kyrie)
- Herre, förbarma dig, psalm 695:1 (Julserien, Fasteserien, Påskserien, Allmänna serien)
- Herre, förbarma dig, psalm 695:2 (Fasteserien)
- Herre, förbarma dig, psalm 695:3 (Julserien, Påskserien, Allmänna serien)
- Herre, förbarma dig, psalm 695:4 (Julserien, Påskserien, Allmänna serien)
- Herre, förbarma dig, psalm 696:1 (Julserien)
- Herre, förbarma dig, psalm 696:2 (Fasteserien)
- Herre, förbarma dig, psalm 696:3 (Fasteserien)
- Herre, förbarma dig, psalm 696:4 (Påskserien)
- Herre, förbarma dig, psalm 696:5 (Allmänna serien)
- Herre, förbarma dig, psalm 696:6 (Allmänna serien)

### Lovsången (Gloria och Laudamus)
- Lovsången, av Harald Göransson 1971, 697:1 (Påskserien, Allmänna serien)
- Lovsången, av Harald Göransson 1985, 697:2 (Julserien, Allmänna serien)
- Lovsången, 697:3 (Fasteserien)
- Lovsången (Graduale Romanum VIII), 697:4 (Julserien, Påskserien, Allmänna serien)
- Lovsången (Södra Afrika), 697:5 (Allmänna serien)
- Lovsången, 697:6 (Julserien, Påskserien, Allmänna serien)
- Gloria (Graduale Romanum I) och Laudamus (Richard Norén), 697:7 (Fasteserien)
- Lovsången (Egil Hovland), 697:8 (Allmänna serien, används till Söndagsgudstjänst) (två versioner)
- Lovsången (Curt Lindström), 697:9 (Allmänna serien, används till Söndagsgudstjänst)
- Allena Gud i himmelrik, psalm 18 (Fasteserien, Allmänna serien)
- Vår Gud, till dig du skapat oss, psalm 337 (Julserien, Allmänna serien)
- Ära ske Gud som från sin tron, psalm 543a:4 (Fasterserien)
- Ära ske Gud som från sin tron, psalm 543b:4 (Fasterserien)
- Pris vare dig, Gud Fader, psalm 641:7 (Påskserien, Allmänna serien)
- Måne och sol, psalm 21 (används till familjegudstjänst och familjemässa)

### Kyrkans förbön
- Evige, allsmäktige Gud (Fasteserien)
- Gud vår Fader (Påskserien)
- Helige Herre Gud (Allmänna serien)
- Sjungen förbön vid begravning (Allmänna serien)
- Sjungen förbön vid vigsel (Allmänna serien)

### Helig (Sanctus)
- Helig, psalm 698:1 (Julserien, Allmänna serien)
- Helig, psalm 698:2 (Fasteserien)
- Helig, psalm 698:3 (Fasteserien)
- Helig, psalm 698:4 (Påskserien)
- Helig, psalm 698:5 (Allmänna serien)

### O Guds Lamm (Agnus Dei)
- O Guds Lamm, psalm 699:1 (Julserien, Allmänna serien)
- O Guds Lamm, psalm 699:2 (Fasteserien)
- O Guds Lamm, psalm 699:3 (Fasteserien)
- O Guds Lamm, psalm 699:4 (Påskserien)
- O Guds Lamm, psalm 699:5 (Påskserien, Allmänna serien)
- O Guds Lamm, psalm 699:6 (Allmänna serien)

### Lovprisningen (Benedicamus)
- Lovprisningen (Julserien)
- Lovprisningen (Fasteserien)
- Lovprisningen (Påskserien)
- Lovprisningen (Allmänna serien)

### Övrig musik
- 1 Helig
- 2 Helig
- 3 Helig
- 4 Helig
- 5 Helig
- 6 Helig
- Se, jag bär bud om en stor glädje (Introitus till julotta)
- Improperierna 1 (används till långfredagsgudstjänst)
- Improperierna 2 (används till långfredagsgudstjänst)

## Körutgåvan
Var en utgåva av kyrkohandboken med gudstjänstmusik för kören. Den innehåller följande:
- Psaltarsalmer och cantica, psalm 652 till 681 ur 1986 års koralbok.
- Gammalkyrkliga introitus.
  - Fröjda dig storligen, dotter Sion (Ad te levavi)
  - Se, din konung kommer till dig (Jucundare)
  - I dag mån I förnimma (Hodie scietis)
  - Glädjen eder i Herren (Omnes gentes)
  - Herren vår Gud är nära (Veni et ostende)
  - Se, dagar skola komma (Rorate caeli)
  - Se, jungfrun skall föda en son (Se duo ex vobis)
  - Se, jag bådar er en stor glädje (In splendoribus)
  - Ett barn varder oss fött (Puer natus)
  - I kraft av Lammets blod (In medio Ecclesiae)
  - I Jesu namn (In nomine Jesu)
  - Hur ljuvliga är inte dina boningar (Ecce Dominus veniet)
  - Loven Herren, alla hedningar (Ecce advenit)
  - Kommen, I min Faders välsignade (Venite benedicti)
  - Halleluja. Loven Herren (Primum quaerite)
  - Evinnerligen, Herre, står ditt ord fast (Misericordia Domini)
  - I evighet, Herre (Qui verbum Dei)
  - Herre, du har varit vår tillflykt (Domine refugium)
  - Jag vill sjunga om Herrens gärningar (Sitientes)
  - Sen på Jesus (Esto mihi)
  - Jag är livets bröd (Mihi autem nimis)
  - Kristus gick en gång för alla (Nunc scio vere)
  - Så ofta I äten detta bröd (Audivit Dominus)
  - Gud har icke skonat sin egen Son (Laudate pueri)
  - Gud har icke skonat sin egen son (Anxiatus est)
  - Herrens högra hand (O vos omnes)
  - Se han lever (Resurrexi)
  - Höjen glädjerop (Jubilate Deo)
  - Herren är min herde (Aqua sapientiae)
  - Vår själ väntar efter Herren (Adjutor)
  - Jag har Herren kär (Dico vobis: Gaudium)
  - Kristus har farit upp (Viri Galilaei)
  - Höj jubel till Gud (Ascendo)
  - Herren skall utgjuta sin Ande (Spiritus Domini)
  - Herre, sänd ut din Ande (Spiritus Domini replevit)
  - Helig, helig, helig (Benedicta sit)
  - Vis mig, Herre, din väg (Judicant sancti)
  - Gud har låtit ljus gå upp (Illuxerunt)
  - Lova Herren, min själ (Venite filii)
  - Människosonen skall komma (Justus es Domine)
  - Vi tänka, Herre, på din nåd (Suscepimus)
  - Stor är Herren (Salus autem)
  - Loven Herren, I hans änglar (Benedicite Dominum)
  - Lova Herren, ni hans härskaror (Dum sacrum mysterium)
  - Det är gott att tacka Herren (Introduxit vos)
  - Saliga äro de (Loquebar)
  - De som sår med tårar (Bonum est sperare)
  - En ström går fram (Custodivit)
  - Sänd ditt ljus och din sanning (Terribilis est)
  - Detta är den dag som Herren har gjort (Da pacem)
  - Sjung till Herrens ära (Spiritus qui)

### Fotnoter
1. ↑  ”Information om kyrkohandboken på Svenska kyrkans hemsida”. www.svenskakyrkan.se. https://www.svenskakyrkan.se/kyrkohandboken. Läst 5 februari 2018.
2. ↑   Den svenska kyrkohandboken. Antagen för Svenska kyrkan av 1986 års kyrkomöte.. Verbum. ©1986-©1987. ISBN 9152646009. OCLC 37923698. https://www.worldcat.org/oclc/37923698
3. ↑  ”Professor avfärdar kyrkans nya handbok” (på svenska). Svensk dagbladet. 14 mars 2017. https://www.svd.se/professor-avfardar-kyrkans-nya-handbok. Läst 21 januari 2018.
4. ↑   Den svenska kyrkohandboken (del) I. Den allmänna gudstjänsten och De kyrkliga handlingarna. Antagen för Svenska kyrkan av 1986 års kyrkomöte. (4. rev. utg.,). Verbum. 2010. ISBN 9789152633212. OCLC 646397610. https://www.worldcat.org/oclc/646397610
5. ↑  ”Massiv kritik mot ny kyrkohandbok” (på svenska). SVT. https://www.svt.se/nyheter/lokalt/gavleborg/massiv-kritik-mot-ny-kyrkohandbok. Läst 5 februari 2018.
6. ↑  ”Nu står slutstriden om kyrkohandboken”. Tidningen Dagen. http://www.dagen.se/nyheter/nu-star-slutstriden-om-kyrkohandboken-1.1059468. Läst 5 februari 2018.
7. ↑   Den svenska kyrkohandboken. Antagen för Svenska kyrkan av 1986 års kyrkomöte. Del 2, Vignings-, sändnings-, mottagnings- och invigningshandlingar.. Verbum. 1988. ISBN 9152646025. OCLC 185808275. https://www.worldcat.org/oclc/185808275
8. ↑   Den svenska kyrkohandboken. Del II, Vignings-, sändnings-, mottagnings- och invigningshandlingar. Antagen för Svenska kyrkan av 1987 års kyrkomöte. Lätt reviderad efter Bibel 2000 enligt Kyrkomötesbeslut. (Andra reviderade utgåvan). Verbum. 2003. ISBN 9152656527. OCLC 939077938. https://www.worldcat.org/oclc/939077938